# Akaska
Akaska è un comune (town) degli Stati Uniti d'America della contea di Walworth nello Stato del Dakota del Sud. La popolazione era di 42 abitanti al censimento del 2010. Il nome della comunità deriva da una parola sioux che significa "incerto".
Akaska venne fondata nel 1907 come fermata su un ramo della linea ferroviaria della Minneapolis and St. Louis Railway costruita nello stesso anno tra Conde e LeBeau. Il servizio ferroviario ad Akaska fu interrotto nel 1940.

## Geografia fisica
Akaska è situata a 45°19′55″N 100°07′11″W (45.331844, -100.119717).
Secondo lo United States Census Bureau, la città ha una superficie totale di 1,58 km², dei quali 1,58 km² di territorio e 0 km² di acque interne (0% del totale).
Ad Akaska è stato assegnato lo ZIP code 57420 e lo FIPS place code 00540.

## Società

### Evoluzione demografica
Secondo il censimento del 2010, la popolazione era di 42 abitanti.

### Etnie e minoranze straniere
Secondo il censimento del 2010, la composizione etnica della città era formata dal 100% di bianchi, lo 0% di afroamericani, lo 0% di nativi americani, lo 0% di asiatici, lo 0% di oceanici, lo 0% di altre razze, e lo 0% di due o più etnie. Ispanici o latinos di qualunque razza erano lo 0% della popolazione.